# Ellis Yarnal Berry

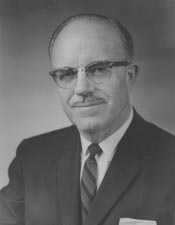
Ellis Yarnal Berry

Ellis Yarnal Berry (* 6. Oktober 1902 in Larchwood, Lyon County, Iowa; † 1. April 1999 in Rapid City, South Dakota) war ein US-amerikanischer Politiker. Zwischen 1951 und 1971 vertrat er den zweiten Wahlbezirk des Bundesstaates South Dakota im US-Repräsentantenhaus.

## Frühe Jahre und Aufstieg
Ellis Berry besuchte die Philip High School in South Dakota und dann von 1920 bis 1922 das Morningside College in Sioux City. Nach einem Jurastudium an der University of South Dakota wurde er im Jahr 1927 als Rechtsanwalt zugelassen. Daraufhin begann er in Kennebec und ab 1929 in McLaughlin in seinem neuen Beruf zu arbeiten. Danach wurde er Bezirksstaatsanwalt sowie Bürgermeister des Ortes McLaughlin. Von 1931 bis 1939 war Berry auch Richter am Nachlassgericht im Corson County. Seit 1938 war er als Herausgeber der Zeitung „McLaughlin Messenger“ auch im Zeitungsgeschäft tätig. Im Jahr 1952 sollten noch die Blätter „McIntosh News“ und „Morristown World“ hinzukommen.  Von 1938 bis 1950 gab er auch das Magazin der Anwaltskammer von South Dakota heraus.

## Politische Laufbahn
Ellis Berry war Mitglied der Republikanischen Partei, deren Parteitage in South Dakota er 1934, 1936 und 1938 als Delegierter besuchte. In den Jahren 1939 und 1941 wurde er in den Senat von South Dakota gewählt. Von 1940 bis 1943 war er Mitglied einer Kommission der vom Missouri durchflossenen Bundesstaaten, die sich mit diesem Fluss und den damit verbundenen Fragen beschäftigte. Zwischen 1946 und 1950 war Berry im Bildungsausschuss seines Staates. 1950 wurde er für den zweiten Wahlbezirk South Dakotas als Nachfolger von Francis H. Case in das US-Repräsentantenhaus gewählt. Nach insgesamt neun Wiederwahlen konnte er dieses Mandat zwischen dem 3. Januar 1951 und dem 3. Januar 1971 in zehn Legislaturperioden ausüben. Im Jahr 1970 verzichtete er auf eine erneute Kandidatur. Seinen Lebensabend verbrachte Ellis Berry in Rapid City, wo er im Jahr 1999 auch verstarb.